# Русская неоготика
О неоготической архитектуре за пределами России см. неоготика.

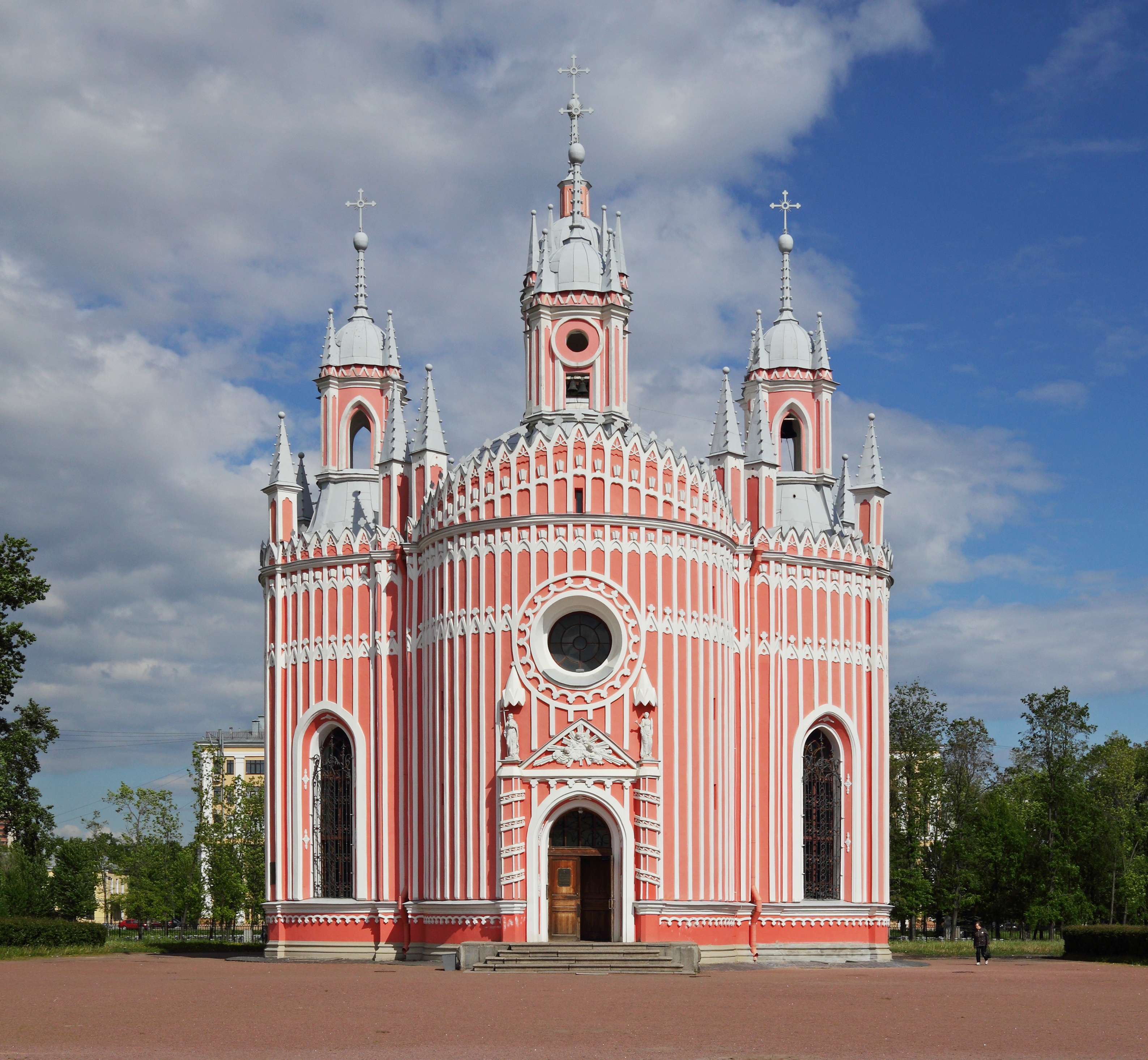
Чесменская церковь (1777—1780) — пример свойственной екатерининской эпохе условной стилизации под готику

Ру́сская неого́тика или ру́сская го́тика (устар. — псевдоготика, ложная готика) — ретроспективное течение в архитектуре и декоративно-прикладном искусстве России XVIII — начала XX века.
Понятие «готический вкус» возникло в Российской империи в середине XVIII века и обозначало все художественные явления, противопоставлявшие себя классицизму (термин обозначал самый широкий круг явлений средневековой культуры, не обязательно только готического искусства). Для архитектуры русской «готики» второй половины XVIII века были характерны как элементы готического, так и древнерусского зодчества.
В период романтизма начала XIX века, с развитием исторических знаний о Средневековье, отношение к его искусству стало более дифференцированным: постепенно происходит разделение русского и неоготического стилей. В архитектуре неоготические постройки зачастую точно соотносят с историческими образцами, иногда напрямую копируют произведения прошлого.
В период эклектики и историзма 1840—1880-х годов неоготика в России характеризовалась буквальным подражанием готике в фасадах и интерьерах культовых, общественных и жилых зданий.
Новое развитие неоготика получила в период модерна начала XX века.

## Терминология
Терминами псевдоготика, ложная готика, русская готика в разное время обозначали условные наименования различных межстилевых и внутристилевых предромантических и романтических течений в русской архитектуре петровской, екатерининской, николаевской и александровской эпох, основанных на свободном сочетании элементов западноевропейской готики, византийской архитектуры и московского барокко с новациями работавших в этих стилях архитекторов. Русская готика появилась позднее становления неоготического направления в архитектуре стран Западной Европы (с середины, а в ряде случаев с начала XVIII века), и, в отличие от неоготики, с подлинным средневековым зодчеством русская готика имеет мало общего. Термин «псевдоготика» возник по причине необходимости различать возрождение готического стиля в странах Западной Европы и различные романтические стилизации в русской архитектуре, не имеющие ренессансного содержания, поскольку в России не было подлинной средневековой готики. Термин «псевдоготика» неудовлетворителен, поскольку имеет пренебрежительно-негативный оттенок. В отечественной историографии конца XX — начала XXI века в связи с развитием общей теории стиля вместо термина «псевдоготика» исследователи предпочитают названия типа: романтическое внутристилевое течение такого-то стиля. Согласно концепции С. В. Хачатурова «русская готика» является «оттеняющим» романтическим течением архитектуры русского классицизма конца XVIII века.

## Екатерининская псевдоготика: романтическое течение в русской архитектуре XVIII века

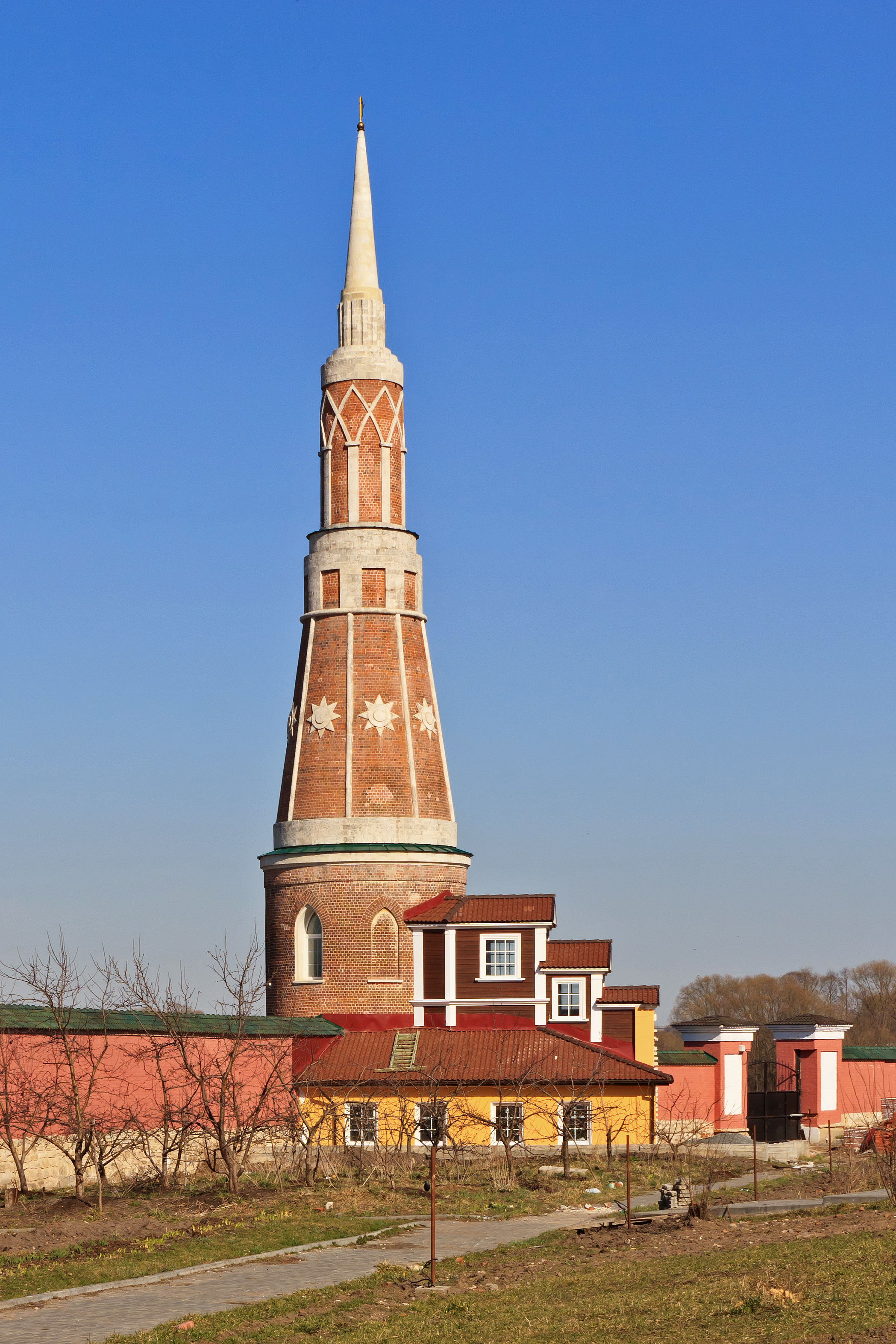
Башня Голутвина монастыря (1778)

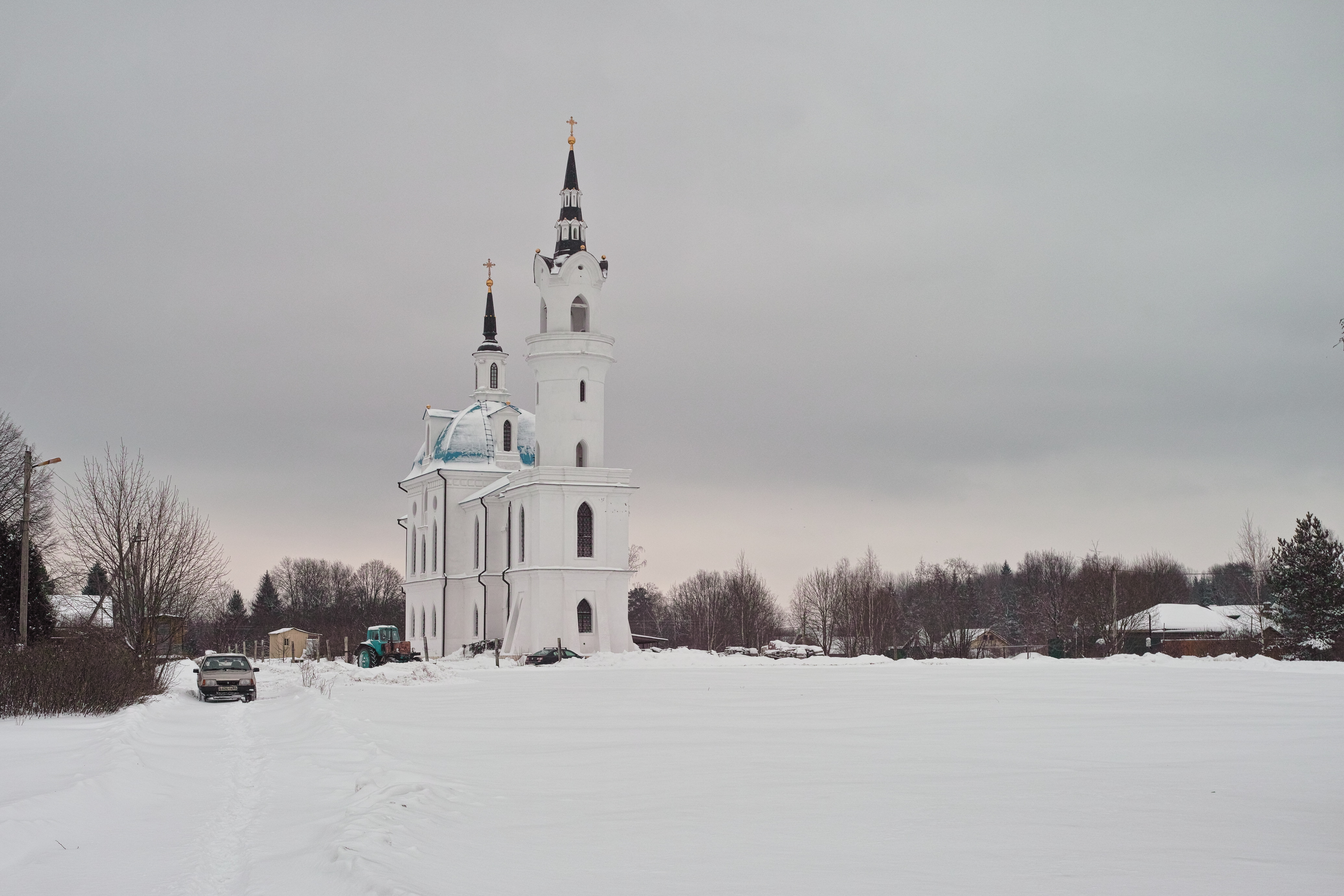
Неоготическая церковь Архангела Михаила в деревне Поджигородово. Клинский район Московской области России

В России XVIII—XIX вв. готическими называли любые старые памятники — древнерусской архитектуры XV—XVI вв., здания XVI—XVII вв., например колокольный храм «Иван Великий» в Московском Кремле (1505—1532) или храм Покрова, что на рву (собор Василия Блаженного, 1555—1561). Основателем романтического течения в эпоху Екатерины Великой многие историки архитектуры считают Василия Ивановича Баженова. Выдающийся русский зодчий завершал образование во Франции. По возвращении в Россию потерпел неудачу с «Проектом Кремлёвской перестройки» (превращения Московского Кремля в «Новый Форум» в классицистическом стиле).
По проекту В. И. Баженова построена церковь в селе Быково под Москвой (1789). Овальная в плане, с двумя симметричными башнями со шпилями и стрельчатыми арками, она отражает новые романтические тенденции в русской архитектуре екатерининского времени. Таковы же «готические фантазии» Баженова и причудливая архитектура Петровского подъездного дворца близ Москвы (1775—1782) работы последователя Баженова, М. Ф. Казакова. Петровский дворец в плане представляет собой типично классицистическое сооружение, восходящее к типу палладианской виллы, но одетое в фантастический костюм из сочетания древнерусских и готических элементов. В том же 1775 г. Екатерина II поручила Баженову устроить её загородную резиденцию к югу от Москвы «в мавритано-готическом вкусе». Баженов в проекте усадьбы Царицыно как бы фильтрует «готику» сквозь классицизм, добиваясь эффекта сказочного миража, декорации, изящной метафоры (аналогично «сельскому стилю» в итальянской архитектуре XVI в.). Баженовская архитектура действительно «прозрачна», сочетание красного кирпича и белокаменного узорочья роднит её и с древнерусским зодчеством, и с венецианскими зданиями XV—XVI вв. (Баженов побывал в Венеции в 1764 г.). В «псевдоготике» XVIII в. не было и открытой оппозиции классицизму; с екатерининского времени это течение развивалось внутри классицистического стиля и имело «оттеняющую функцию». Аналогичным образом постройки Ю. М. Фельтена, Адмиралтейство В. И. Неелова в Царском Селе, баженовский дворец в Царицыно, «готические» парковые сооружения в российской провинции демонстрируют не готический стиль, а некую игровую декорацию без ясной стилевой ориентации. В. И. Баженов античную (классическую ордерную) архитектуру называл «прямой» и противопоставлял её «готической» (древнерусской, романской и византийской), а в XVI—XVII веках, по мнению архитектора, возникает «изящная и легкая смесь прямой архитектуры и готической». Следовательно, баженовскую и фельтеновскую «неоготику» правильно рассматривать не в качестве самостоятельного неостиля, а как развитие и одновременно «внутристилевое противопоставление».
В июле 1785 г. императрица прибыла с инспекцией, осмотрела почти законченный Баженовым дворец и приказала его разрушить. Она быстро покинула Царицыно и отбыла из Москвы. Позднее в письме Ф. М. Гримму объяснила свой гнев тем, что комнаты дворца были слишком «низки, залы темны, а лестницы узки». Решение Екатерины II объясняют и тем, что архитектор уравнял императрицу и наследника, нелюбимого сына Павла Петровича, сделав два дворцовых корпуса одинаковыми по размерам и отделке. Логично предположить, что на самом деле государыню насторожил архитектурный стиль (хотя ей понравились постройки на Ходынском поле и она сама «апробировала их чертежи»). В элементах декора царицынских зданий можно усмотреть масонскую символику. Политическая обстановка была такова, что в необычной архитектуре императрица почувствовала свободомыслие, опасность заговора, проявление духовной оппозиции. В это время российская самодержица была напугана последствиями французской революции и распространением масонских идей.

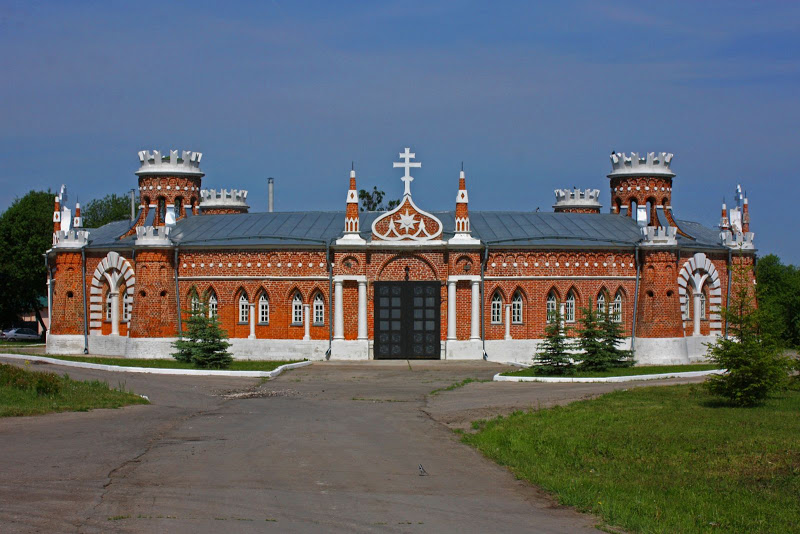
Скотный двор усадьбы Красное в Рязанской губернии (конец 1780-х) был стилизован под миниатюрную крепость, чтобы напоминать хозяину о военных подвигах его молодости.

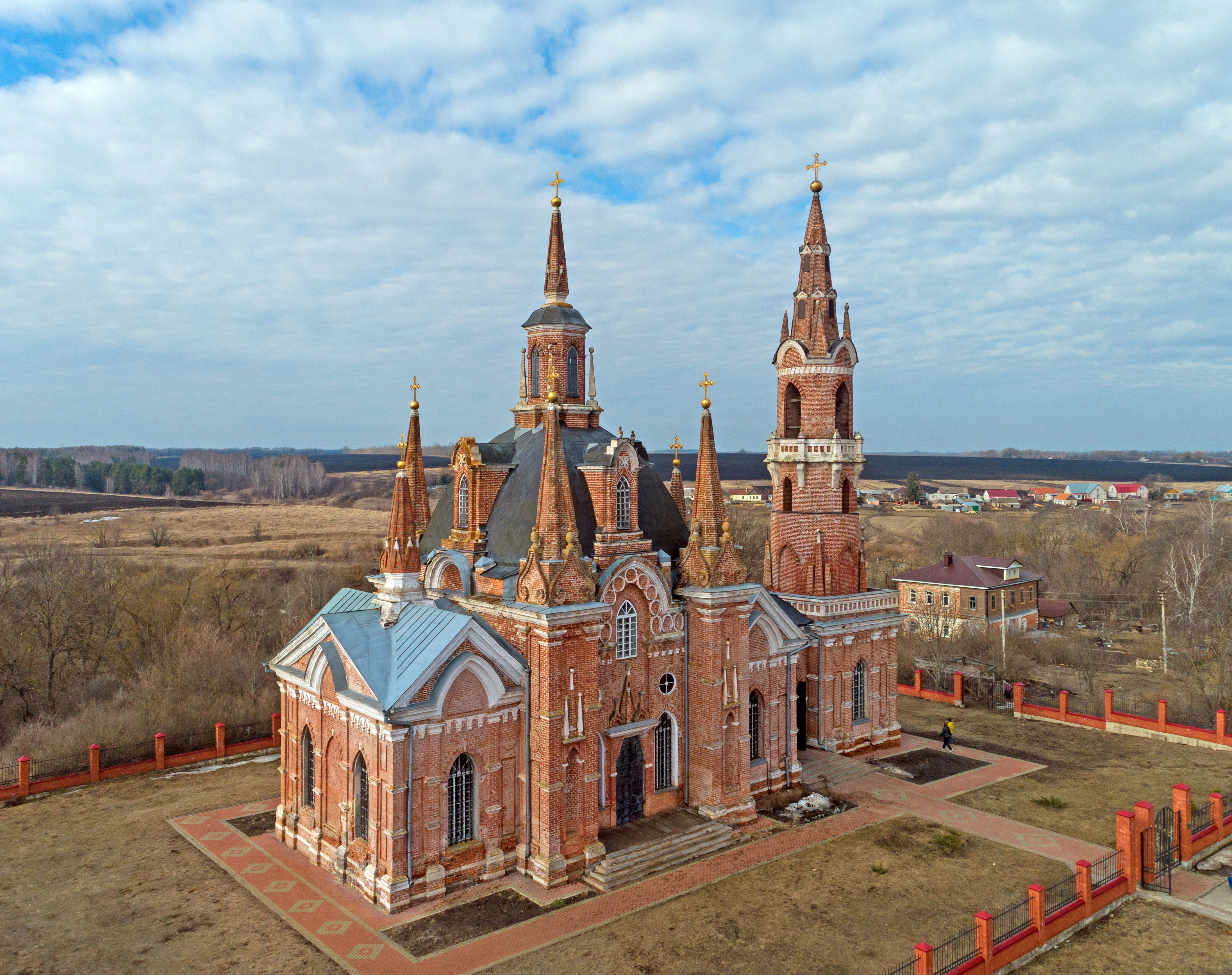
Церковь Знамения Божьей Матери в селе Вешаловка

После того, как императрица забраковала баженовский проект, строительные работы в Царицыно продолжил в 1787—1793 гг. М. Ф. Казаков. В 1796 г., заняв престол, император Павел I распорядился прекратить все работы, и дворцы остались недостроенными. Казаков также является автором «Петровского подъездного дворца». Его ученикам Родиону Казакову и Алексею Бакареву — принадлежат ранние попытки наложения готического декора на традиционную для православия форму крестово-купольного храма — соборный храм Зачатьевского монастыря и Ново-Никольский собор в Можайске. В конце 1780-х мода на готические мотивы проникает всё дальше в глубинку, на что указывают их неожиданные интерпретации в усадьбах Рязанской губернии — Красном, Баловневе и Вешаловке.
При петербургском дворе в одно время с Баженовым мотивы готического зодчества разрабатывал Ю. М. Фельтен. Постройки Фельтена в северной столице — Чесменский дворец и церковь при нём, церковь Рождества Иоанна Предтечи на Каменном острове — далеки от московского барокко и ближе к ранним образцам западноевропейской неоготики. Но и они представляют собой, скорее, обобщенный образ некой идеальной романтической архитектуры.

## «Русская готика» в эпоху романтизма
С вступлением на престол Павла I стилизации в готическом духе получили новый импульс, ибо, став главой Мальтийского ордена этот монарх стремился возродить в России идеалы средневекового рыцарства. Свою резиденцию в Санкт-Петербурге он назвал «Замком Св. Михаила», хотя архитектурный стиль этого сооружения соответствует эстетике романтического классицизма. Из построек павловской эпохи наиболее «готичен» Приоратский дворец — летняя резиденция приора Мальтийского ордена принца Конде, стилизация под средневековый католический монастырь. Дворец в Гатчине, подобный английскому замку, — загородная резиденция Павла I — был построен в предыдущую эпоху, но его облик также соответствует настроениям павловской эпохи.

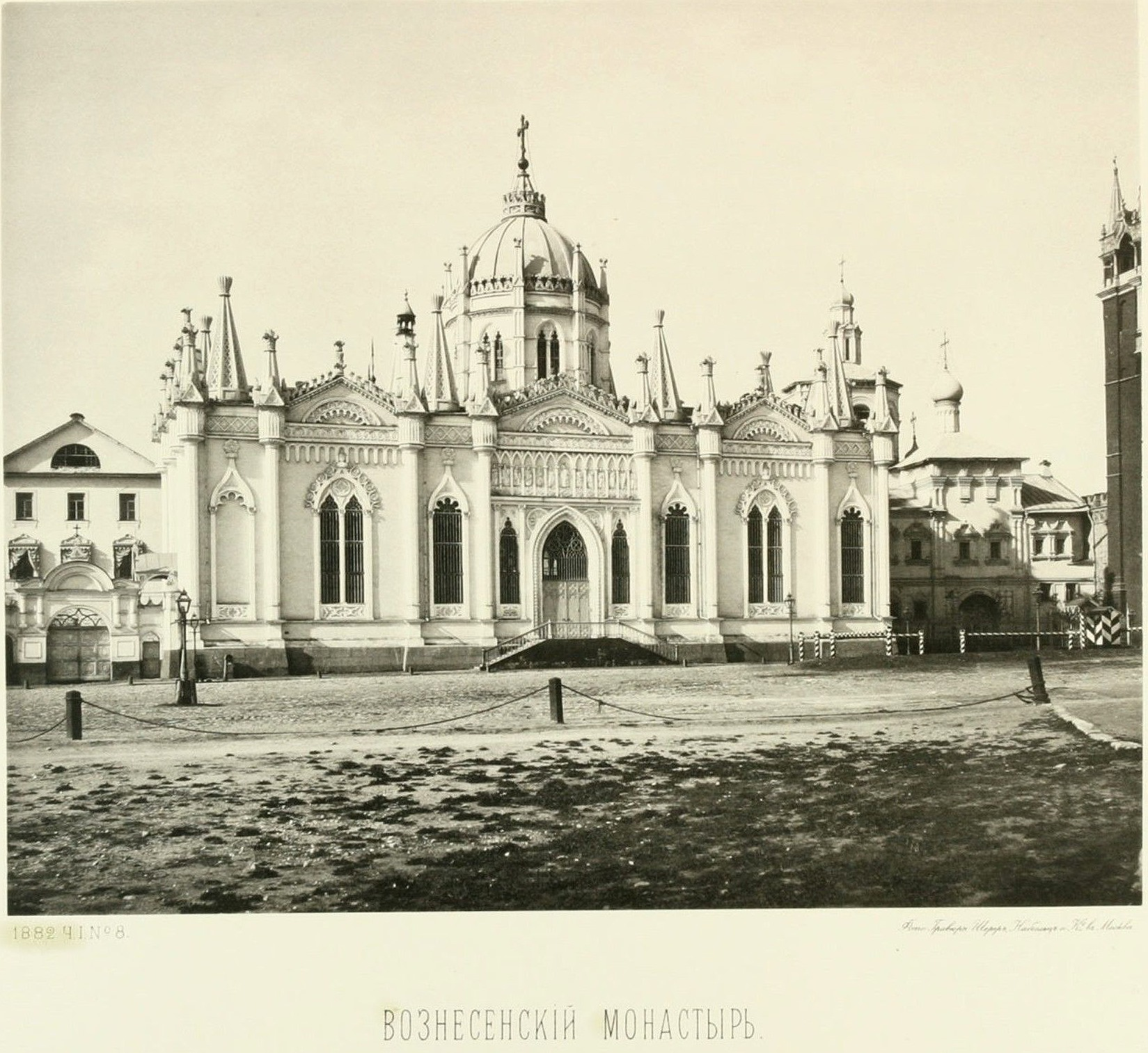
Церковь Св. Екатерины в Московском Кремле (1808—1818, архитектор К. И. Росси)

Романтическая идеология и эстетика распространялась в России позднее, чем в странах Западной Европы и по этой причине не противопоставлялась «запоздалому классицизму» и академическому искусству. При Александре I интерес к готике впервые распространяется за пределы узкого круга придворных: В. А. Жуковский знакомит русских читателей со страшными балладами в готическом духе, а А. А. Марлинский воспевает в прозе рыцарские турниры. Романтической литературой зачитывается вся дворянская Россия.
В 1804—1814 гг. в городе Можайске, к юго-западу от Москвы, строили новый собор в причудливом романтическом стиле по проекту архитектора А. Н. Бакарева. Красный фон стен собора с белокаменными деталями воспроизводит традиционное русское узорочье конца XVII в. Колокольня имеет ярусный древнерусский характер. В то же время в этом здании присутствуют элементы классицизма и готики. В 1805—1806 годах Никольская башня Московского Кремля была капитально перестроена в «готическом» стиле (арх. Луиджи Руска совместно с А. Н. Бакаревым). В 1809—1817 гг. также по проекту А. Н. Бакарева в Московском Кремле Карл Росси строил церковь Св. Екатерины Александрийской Вознесенского монастыря (1808, снесена в 1932 г.). Наличие неоготических элементов и построек должно было подчеркнуть средневековое происхождение самого Кремля, так как русская средневековая архитектура также считалась тогда готической, а элементы русские и западноевропейские нередко смешивались.
Подобный характер получает «готика» в трактовке московского архитектора Михаила Доримедонтовича Быковского (1801—1885). В 1831—1839 гг. он перестраивал усадьбу Марфино под Москвой (имение Паниных, ранее Орловых). Архитектор возвёл «готический» мост с крытой галереей, «готический» конный двор, похожий на сказочный замок. В основе проекта лежат не формы определённого стиля, а принцип живописной, «картинной» композиции, последовательно разворачивающейся в пространстве и раскрывающей элементы разных неостилей, восходящих к романике, английской готике, итальянскому Возрождению. Стиль усадьбы Марфино можно именовать и неоготическим, и неоренессансным, и русским. Сочетание древнерусского узорочья, славянского орнамента, килевидных и стрельчатых арок не выглядит эклектикой, поскольку они объединены единым композиционным пространством романтического мышления художника. Такие памятники демонстрируют не готический стиль, а некую игровую декорацию без ясной стилевой ориентации.
Проектируя собор и колокольню для Ниловой пустыни (на острове Столбный, озеро Селигер) Росси, создатель «русского ампира», обратился к средневековой архитектуре. В храме классицистический портик сочетался с шатрами и стрельчатыми окнами, напоминающими одновременно и западноевропейскую готику, и древнерусские шатровые храмы, и царицынские фантазии В. И. Баженова (проект не осуществлён). В 1822 г. стрелку Елагина острова в Петербурге Росси планировал завершить в готическом стиле, притом, что главное сооружение острова, Елагин дворец, незадолго до этого построен им же в палладианском стиле (проект не был осуществлён). О. Монферран несколько позднее, проектируя увеселительные сооружения в Екатерингофе, также сознательно выбрал «готический стиль и лёгкий тип постройки». Однако при этом он стремился использовать узнаваемые формы готики ради художественной игры, превращения массы стены в некий мираж, лёгкую и воздушную ширму между внутренним и внешним пространством здания. Эта особенность станет впоследствии одной из основных в архитектуре эклектики середины и второй половины XIX в.

## «Русская готика» в период историзма и эклектики
Продолжая моду на готический парковые строение с элементами романского стиля, в 1829 г. берлинский архитектор К. Ф. Шинкель по заказу императора Николая I создал проект церкви (домовой капеллы), также в готическом стиле. Здание на эффектном перепаде высот в парке Александрия возводили в 1829—1832 гг. А. Менелас и И. И. Шарлемань 1-й, ранее работавший с К. И. Росси. Готическая капелла в Александрии построена в виде замкнутого кубического объема с плоским перекрытием и восьмигранными башнями по углам. Такая композиция типична для английской готики (очквидно, Шинкель выбирал прототип, ориентируясь на английский стиль строений «пейзажного» парка и Коттеджа в Петергофе).
В Зимнем дворце после пожара 1837 г. архитектор Александр Павлович Брюллов, брат знаменитого живописца, создал Александровский зал (проект 1838 г.), посвященный победе в Отечественной войне 1812 г. В его архитектуре сочетаются элементы западноевропейской готики, ампира и русской национальной символики. В 1831—1833 гг. А. И. Штакеншнейдер построил для графа А. Х. Бенкендорфа усадьбу Фалль под Ревелем (Таллинном) в подражание петергофскому Коттеджу (в том же 1831 г. началась перестройка усадьбы Марфино в «готическом стиле» архитектором М. Д. Быковским). В Парголове, к северу от Петербурга (с 1746 г. эта местность была во владении графов Шуваловых), Александр Павлович Брюллов в 1831—1840 гг. возвел церковь Св. Екатерины Александрийской (позднее освящена в честь Святых апостолов Петра и Павла). Заказчица, владелица усадьбы, в память о своем втором супруге, швейцарце-кальвинисте графе Адольфе Полье, скончавшемся в 1830 г., выбрала готический стиль.
В 1847—1855 гг. архитектор Н. Л. Бенуа, назначенный в 1850 г. главным архитектором Петергофского дворцового правления, возвел в Петергофе здание дворцовых конюшен в «готическом стиле». До этого, в 1842—1846 гг. выпускники петербургской Академии художеств Н. Л. Бенуа, А. И. Кракау и А. И. Резанов занимались изучением и обмерами готического собора в Орвието (Италия), который был ими выбран вместо обычных в те годы классицистических зданий как «ближайший» к русскому церковному зодчеству. В 1854—1857 гг. по проекту Н. Л. Бенуа возвели здание вокзала (ныне станция Новый Петергоф). Неоготический стиль входил в моду и в помещичьих усадьбах. Так, в усадьбе Марьино, к юго-востоку от Петербурга, в помещичьем доме, построенном в 1814—1819 гг. в классицистическом стиле (проект А. Н. Воронихина), в 1830-х гг. для новой хозяйки С. В. Строгановой архитектор П. С. Садовников оформил «готический кабинет» (не сохранился). Для этого интерьера в мастерской Э. Г. Гамбса, сына знаменитого мебельщика, изготовили «готический гарнитур» (ныне в экспозиции петербургского Эрмитажа). Там же, в усадьбе, по проекту Садовникова в 1828—1831 гг. возвели церковь Святой Троицы в неоготическом стиле.

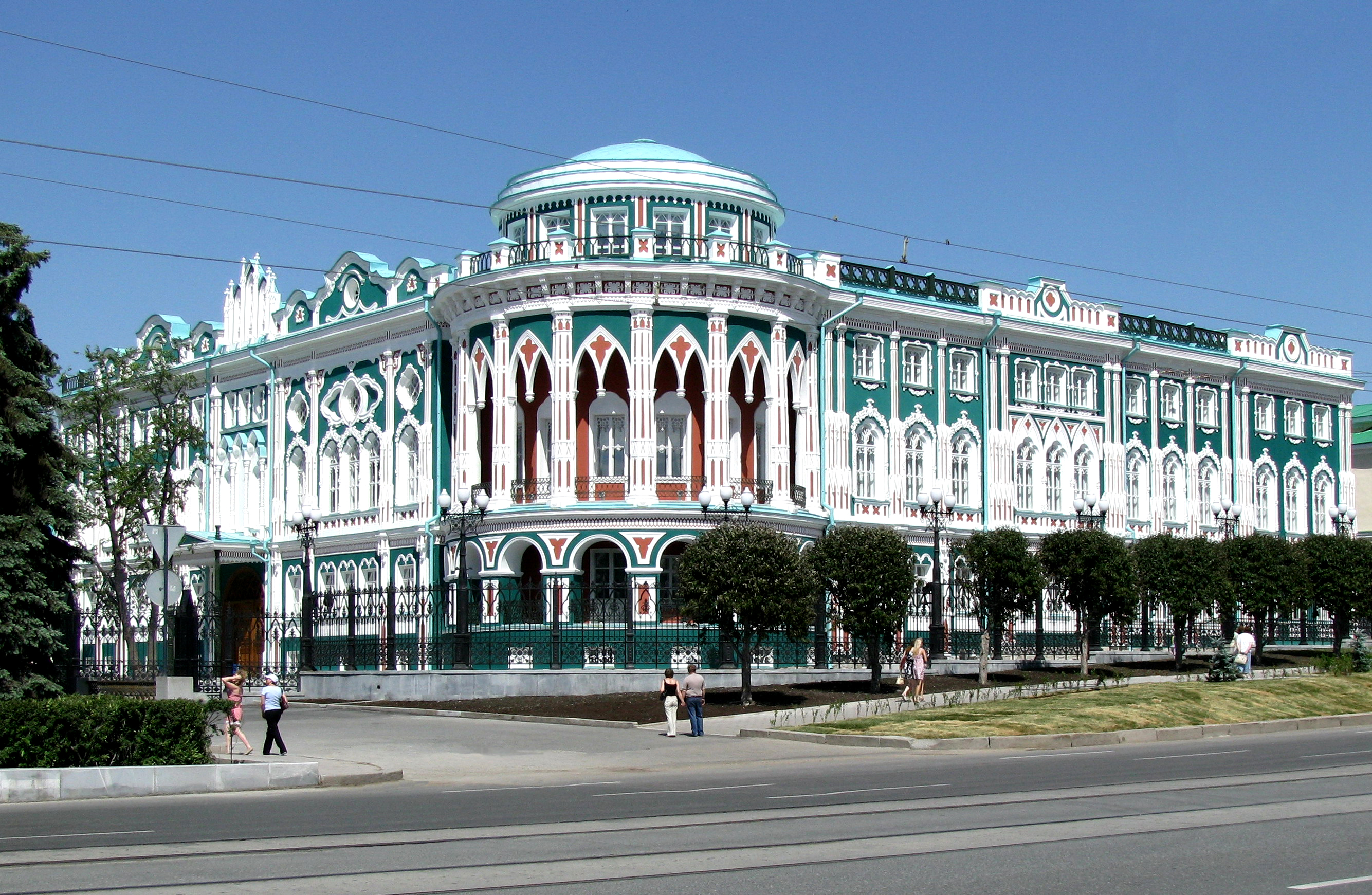
Дом Севастьянова в Екатеринбурге (1860—1866)— пример влияния баженовской готики на провинциальных архитекторов периода историзма.

В 1846 г. А. И. Штакеншнейдер построил в Знаменке (около парка Александрия в Петергофе) Готический домик, или Ренеллу (итал. аrenella — золотой песок). Дача, предназначавшаяся для великих князей Михаила Николаевича и Николая Николаевича (младших сыновей Николая I), располагалась на побережье Финского залива (не сохранилась). За образец по желанию заказчицы, императрицы Александры Федоровны, был взят замок «Четыре шпиля» (итал. Quattro Pizzi) в Палермо (о. Сицилия), где царская семья проводила зиму 1845 года. Оригинал ближе к мавританской архитектуре, но в России того времени считался «готическим».
Особенно часто в неоготическом стиле оформляли интерьеры кабинетов, библиотек, ассоциирующихся с «древностью и таинственностью». В 1857 г. архитекторы И. И. Горностаев и В. И. Собольщиков оформили в средневековом стиле «Кабинет Фауста» в здании Публичной библиотеки в Санкт-Петербурге.
Примечательно, что в середине и второй половине XIX века также можно видеть примеры своеобразного срастания неоготики и «русского стиля». Это характерно для многих городских и пригородных построек в стиле эклектики, в основе которых лежала европейская средневековая и ренессансная архитектура и ярославское зодчество XVII века (Дом Севастьянова в Екатеринбурге, Особняк Леман, усадьба Щукина в Москве и др). Отчасти эта традиция переходит в архитектуру модерна (Филиал Государственного Банка в Курске и др.)

## Неоготический стиль в период модерна
Усиление романтических настроений «на повороте столетий» повлияло на новый всплеск интереса к готике в период господства модерна. В Зимнем дворце в 1894—1896 гг. по проекту А. Ф. Красовского для императора Николая II создали «готическую» библиотеку. В оформлении этого интерьера принимали участие мастера фирмы «Мельцер и К0». Роман (Роберт Фридрих) Федорович Мельцер, сын немецкого каретного мастера, был архитектором, рисовальщиком, проектировщиком мебели в разных неостилях. Мебель и шкафы резной работы, тисненую кожу для обивки стен библиотеки поставлял брат архитектора и совладелец фирмы Федор (Фридрих) Федорович Мельцер.
В 1890-х годах в Москве выдающийся архитектор русского модерна Ф. О. Шехтель осуществил ряд проектов в готическом стиле, в числе которых был необычный «готический особняк» особняк З. Г. Морозовой на Спиридоновке. Для оформления интерьеров архитектор пригласил М. А. Врубеля. Интерьеры впечатляют «подлинностью Средневековья», хотя мы чувствуем, что это всего лишь игра.